# Osmia nigritula
Osmia nigritula är en biart som beskrevs av Heinrich Friese 1902. Osmia nigritula ingår i släktet murarbin, och familjen buksamlarbin. Inga underarter finns listade i Catalogue of Life.